# Surinamysis merista
Surinamysis merista är en kräftdjursart som först beskrevs av Bowman 1980.  Surinamysis merista ingår i släktet Surinamysis och familjen Mysidae. Inga underarter finns listade i Catalogue of Life.